# 香农·伦佩尔
香农·伦佩尔（英語：Shannon Rempel，1984年11月26日—），加拿大女子速度滑冰运动员。她曾代表加拿大参加2006年和2010年冬季奥林匹克运动会速度滑冰比赛，其中2006年冬季奥运会获得一枚银牌。